# Pseudalastor tridentatus
Pseudalastor tridentatus är en stekelart som beskrevs av Giordani Soika 1961. Pseudalastor tridentatus ingår i släktet Pseudalastor och familjen Eumenidae.

## Underarter
Arten delas in i följande underarter:
- P. t. paganus
- P. t. septentrionalis
- P. t. transgrediens